# История на България (поредица)
 Тази статия е за изданието в 14 тома.  За друго значение вижте История на България (пояснение).  
„История на България“ е мащабно научно издание на Института по история към Българската академия на науките, обхващащо историята на България и българските земи от древността до наши дни.
Инициативата за създаването на поредицата е свързано с честването на 1300-ата годишнина на България. Първият том излиза през 1979 година, а деветият (последен за сега) през 2012 година, като издаването им е затруднено и забавено поради икономическата криза в България, последвала демократическите промени след 1989 година. Първоначалните планове са изданието да бъде поместено в 14 тома, но впоследствие томовете са съкратени до 10.
- История на България, Том 1 – Първобитно-общинен и робовладелски строй. Траки (1979)
- История на България, Том 2 – Първа българска държава (1981)
- История на България, Том 3 – Втора българска държава (1982)
- История на България, Том 4 – Османско владичество XV – XVIII век (1983)
- История на България, Том 5 – Българско възраждане XVIII – средата на XIX век (1985)
- История на България, Том 6 – Българско възраждане 1856 – 1878 (1987)
- История на България, Том 7 – България 1878 – 1903 (1991)
- История на България, Том 8 – България 1903 – 1918 Културно развитие 1878 – 1918 (1999)
- История на България, Том 9 – История на България 1918 – 1944 (2012)